# Pierre-Jacques Goetghebuer
Pierre-Jacques Goetghebuer of Petrus Jacobus Goetghebuer (Gent, 26 februari 1788 - aldaar, 19 mei 1866) was een Belgisch architect, graveur, tekenaar, verzamelaar en schrijver.

## Leven
Pierre-Jacques Goetghebuer was de zoon van Marie-Françoise Lauwerijck en van architect Jacques Goetghebuer (1760-1825). Hij had vijf broers. In 1849, op 61-jarige leeftijd, huwde hij met Marie-Ludovique Reymaeker, die hem vier kinderen schonk.
Goetghebuer studeerde aan de Koninklijke Academie voor teken-, schilder- en bouwkunde in Gent, waar hij speciaal aanleg vertoonde voor tekenen. In 1810 ontving hij, als bekroning van zijn opleiding, de eerste prijs voor architectuur. Eind dat jaar begon hij te werken als docent aan de leergang architectuur van diezelfde Academie. Hij zou deze functie vervullen tot 1819.
Als student richtte hij in 1808 de Société des arts op. Mede-oprichters waren de architecten Louis Roelandt, Pierre-Jean de Broe, Emmanuel Bruno Quaetfaslem en J. de Vogelaere; beeldhouwer Ch. Cruysmans en de broers J. en L. de Bast. In 1816 werd dit genootschap hernoemd tot de Société royale des beaux-arts et de littérature de Gand. Goetghebuer zou zijn hele leven actief blijven in dit genootschap, soms als schatbewaarder, soms als archivaris of als commissaris voor tentoonstellingen.
Vanaf 1833 was Pierre-Jacques Goetghebuer lid van de Gentse stedelijke commissie voor monumenten.

## Werk

### Architectuurontwerpen
Tijdens zijn loopbaan heeft Goetghebuer vooral veel gepubliceerd en les gegeven. Daardoor was hij minder actief als architect. Het bekendste gebouw naar zijn ontwerp was het Posthotel uit 1815 aan de Kouter te Gent, met een gevel in empirestijl. Dit gebouw werd in 1968 afgebroken. Verder restaureerde hij ook zijn eigen 18de-eeuwse Gentse woonhuis aan de Lange Steenstraat 4.

### Cartografie

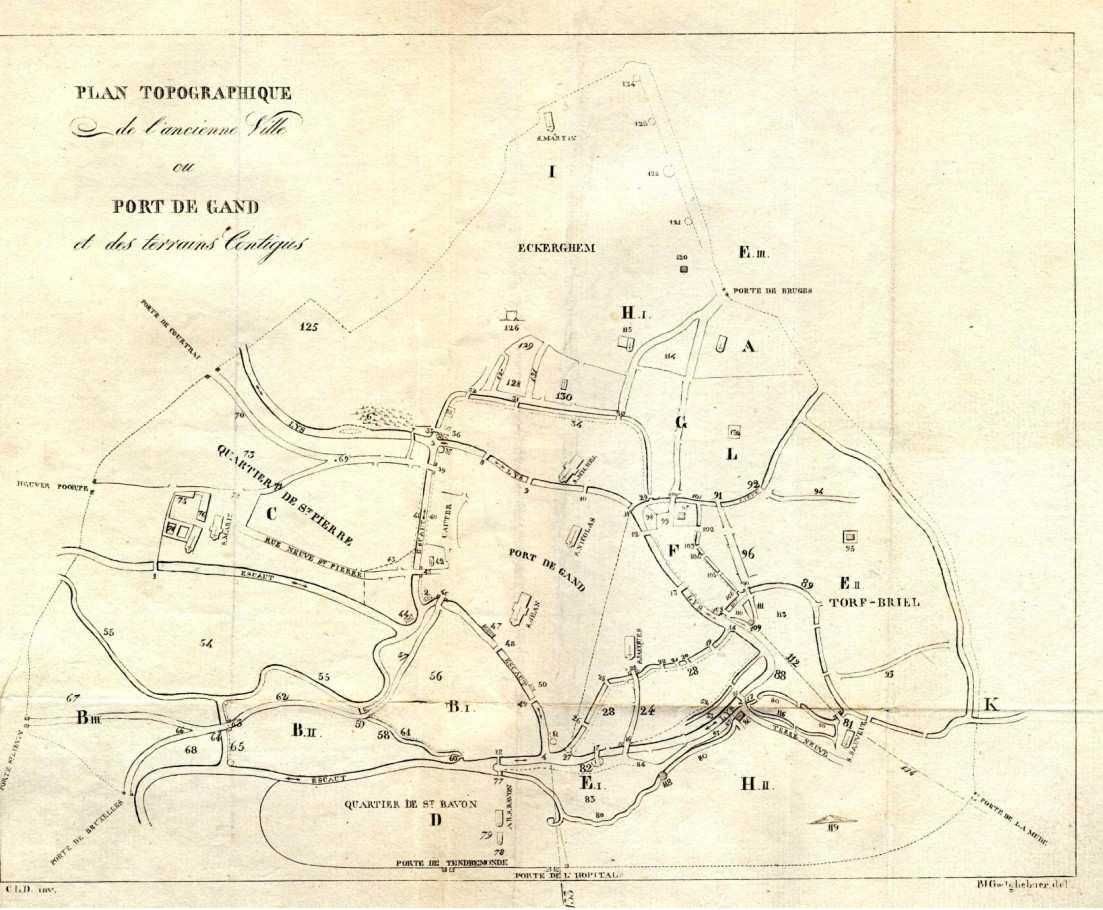
Topografische kaart van Gent, door Charles-Louis Diericx en Pierre-Jacques Goetghebuer, 1808

Goetghebuer was ook sporadisch actief als cartograaf. In 1815 werkte hij aan een strategische en topografische kaart van de slag bij Waterloo, die in twee versies gedrukt werd en ook in het buitenland succes kende. Een jaar later tekende hij een topografisch plan van het oude Gent, dat werd opgenomen in de Appendice aux mémoires de Gand.

### Publicaties (selectie)
Goetghebuer verleende, als tekenaar en graveur, zijn medewerking aan een heel aantal publicaties. Rond 1814 werkte hij mee aan de uitgave Mémoires sur la ville de Gand van Charles-Louis Diericx. Voor deze publicatie tekende hij onder meer de kolom van Karel V op de Vrijdagmarkt van Gent, en de gevel van de vishal. In 1824 publiceerde Goetghebuer een aantal tekeningen van de kathedralen van Antwerpen en Gent in de uitgave Eglises principales de l'Europe, opgedragen aan paus Leo XII. Pierre-Jacques Goetghebuer schreef rond 1850 een aantal biografieën van tijdgenoten, die gepubliceerd werden in de Messager des sciences historiques of in de Annales de La société royale des Beaux-Arts.
In de Universiteitsbibliotheek Gent bevindt zich een driedelig handschrift van Pierre-Jean Goetghebuer, met biografieën van beeldhouwers en architecten, en een handschrift met biografieën van bekende Gentenaren (Biographie gantoise, z.d.).

#### Choix des monumens
De bekendste publicatie van de hand van Pierre-Jacques Goetghebuer is zijn Choix des monumens, édifices et maisons les plus remarquables du royaume des Pays-Bas, dat in losse uitgaven verscheen vanaf 1817. Deze uitgebreide publicatie over de architectuur van de toenmalige Verenigde Nederlanden zou uiteindelijk 120 gravures en beschrijvingen omvatten en werd opgedragen aan koning Willem I. Het geheel werd in 1827 uitgegeven door de Gentse drukker A.B. Steven. De publicatie bevat een klein aantal gebouwen uit de Gotiek, Renaissance en Barok, maar beschrijft verder vooral bouwwerken van architecten uit de tweede helft van de 18de eeuw en het eerste kwart van de 19de eeuw. De nadruk ligt op architectuur uit de Zuidelijke Nederlanden, vooral Brussel en Gent. Een aantal van de gebouwen werd sindsdien afgebroken of verbouwd, waardoor dit werk een belangrijke bron geworden is voor (architectuur)historici.

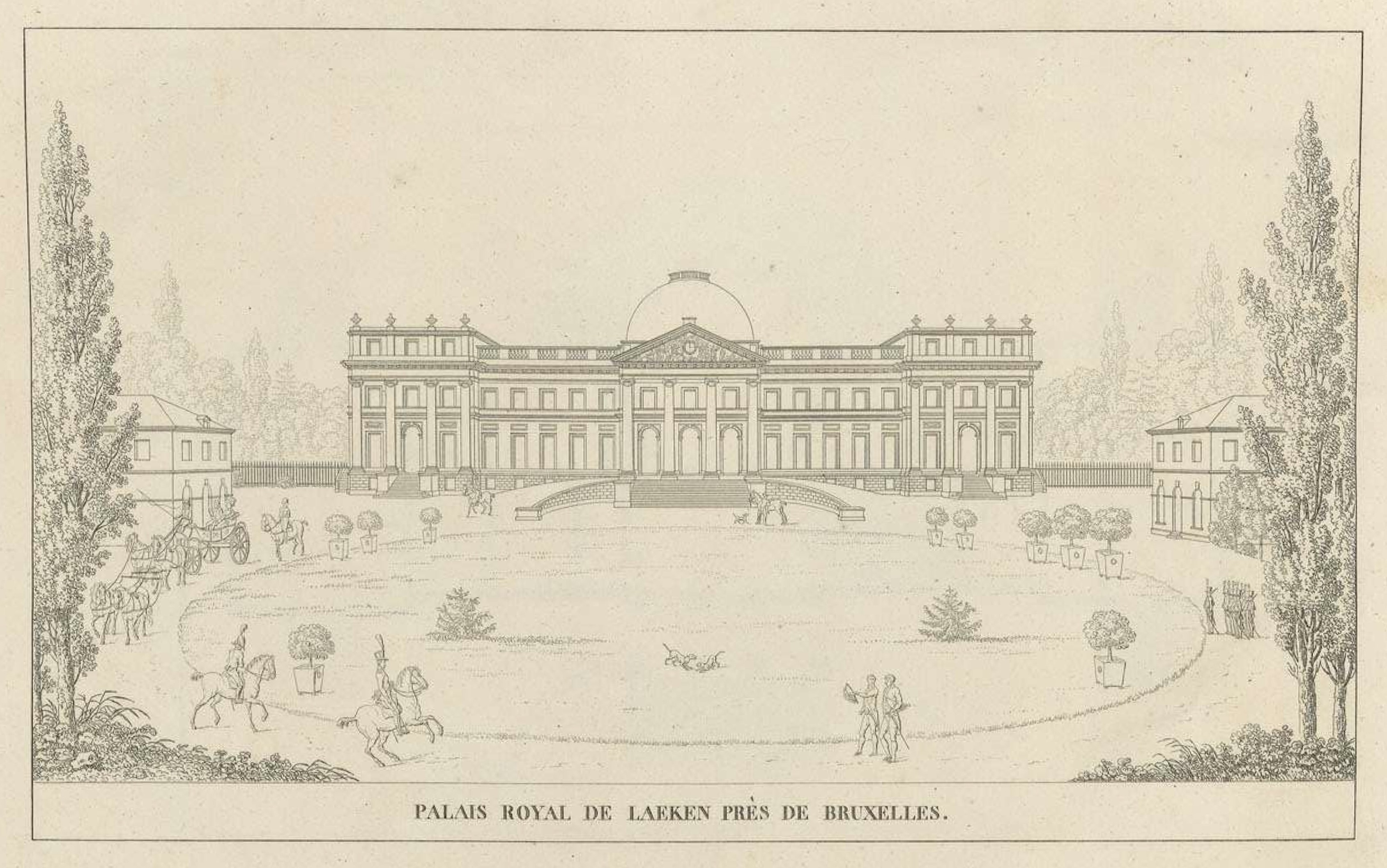
Kasteel van Laken
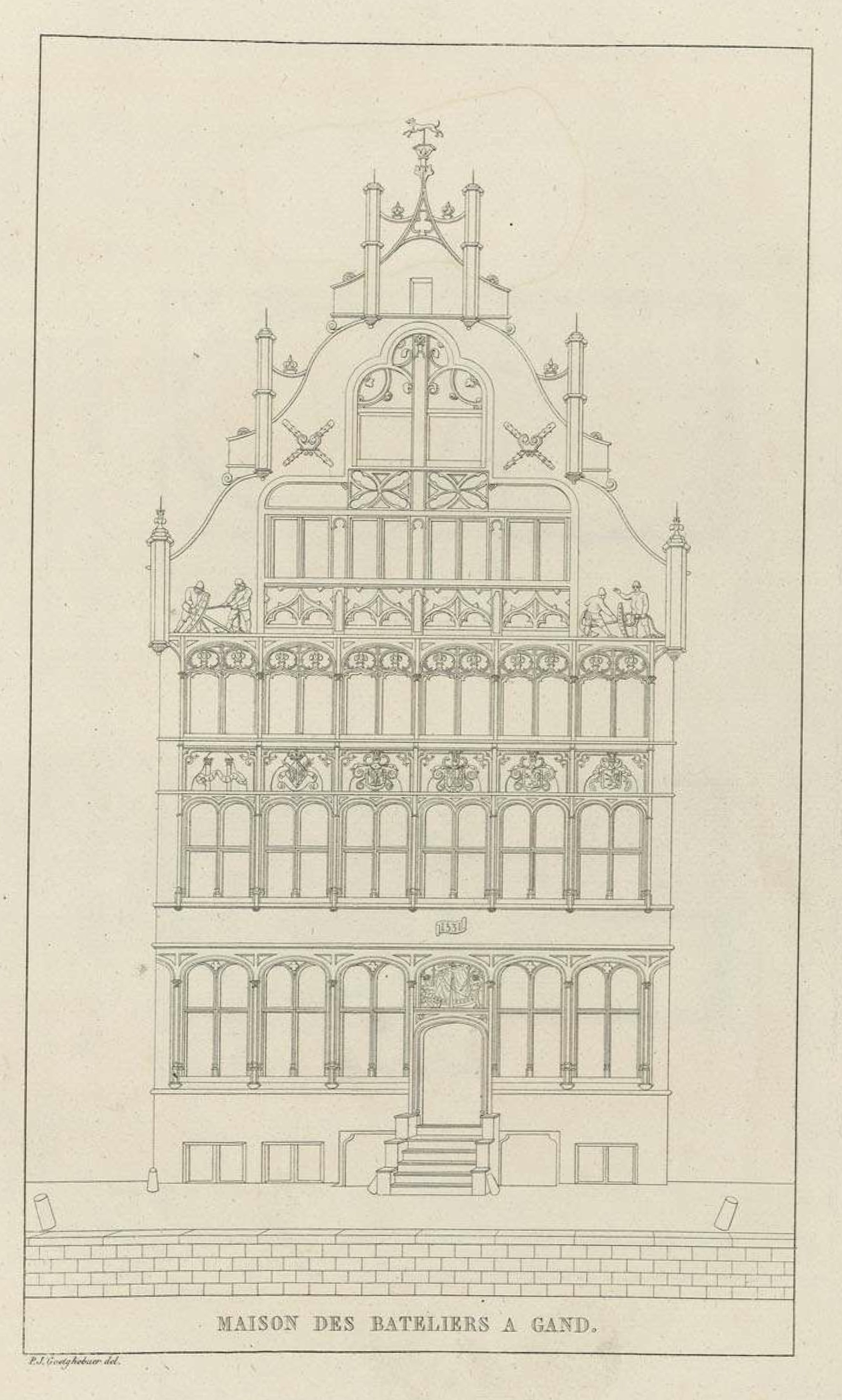
Gildehuis der Vrije Schippers (Gent)
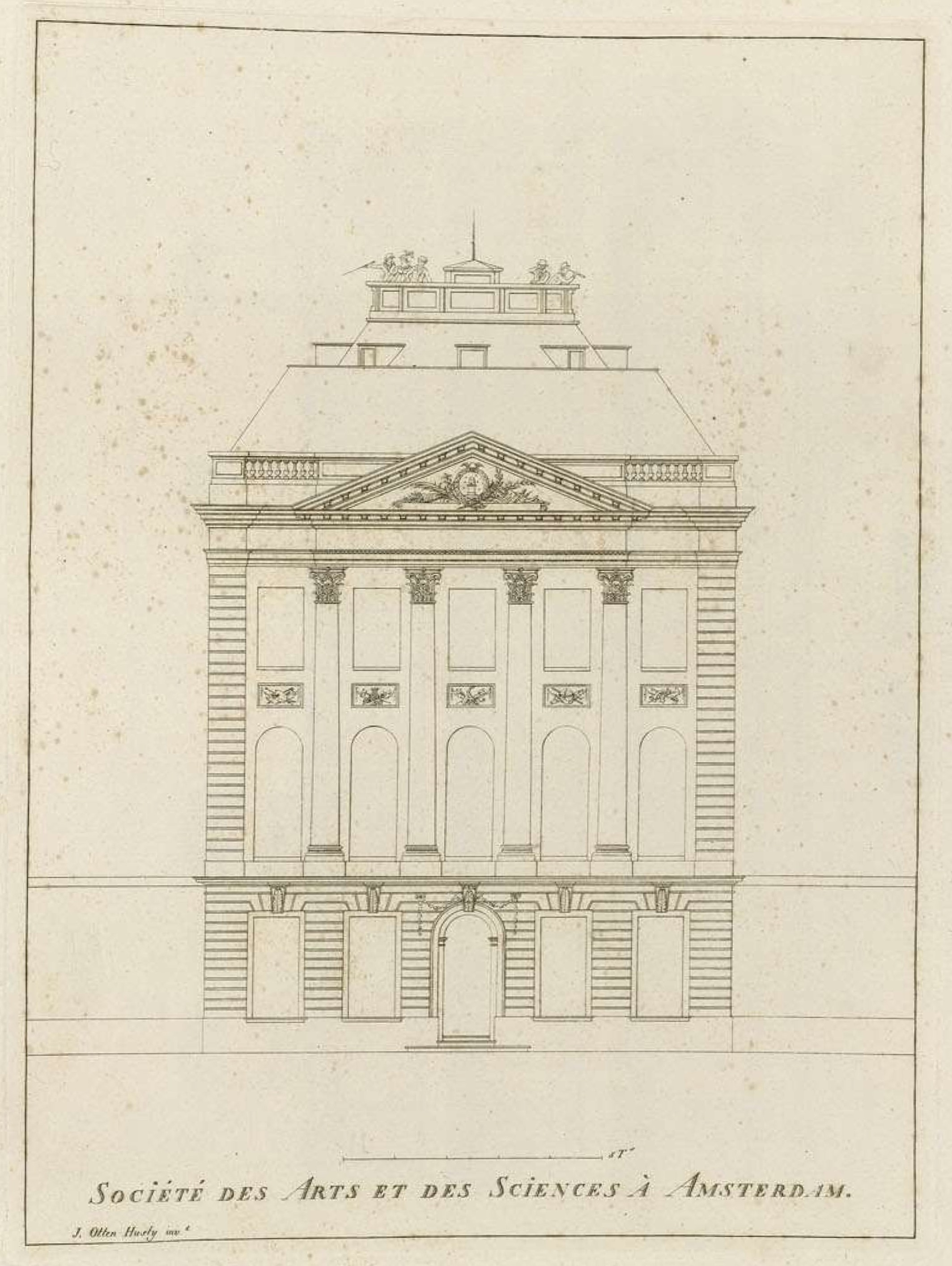
Felix Meritis (Amsterdam)
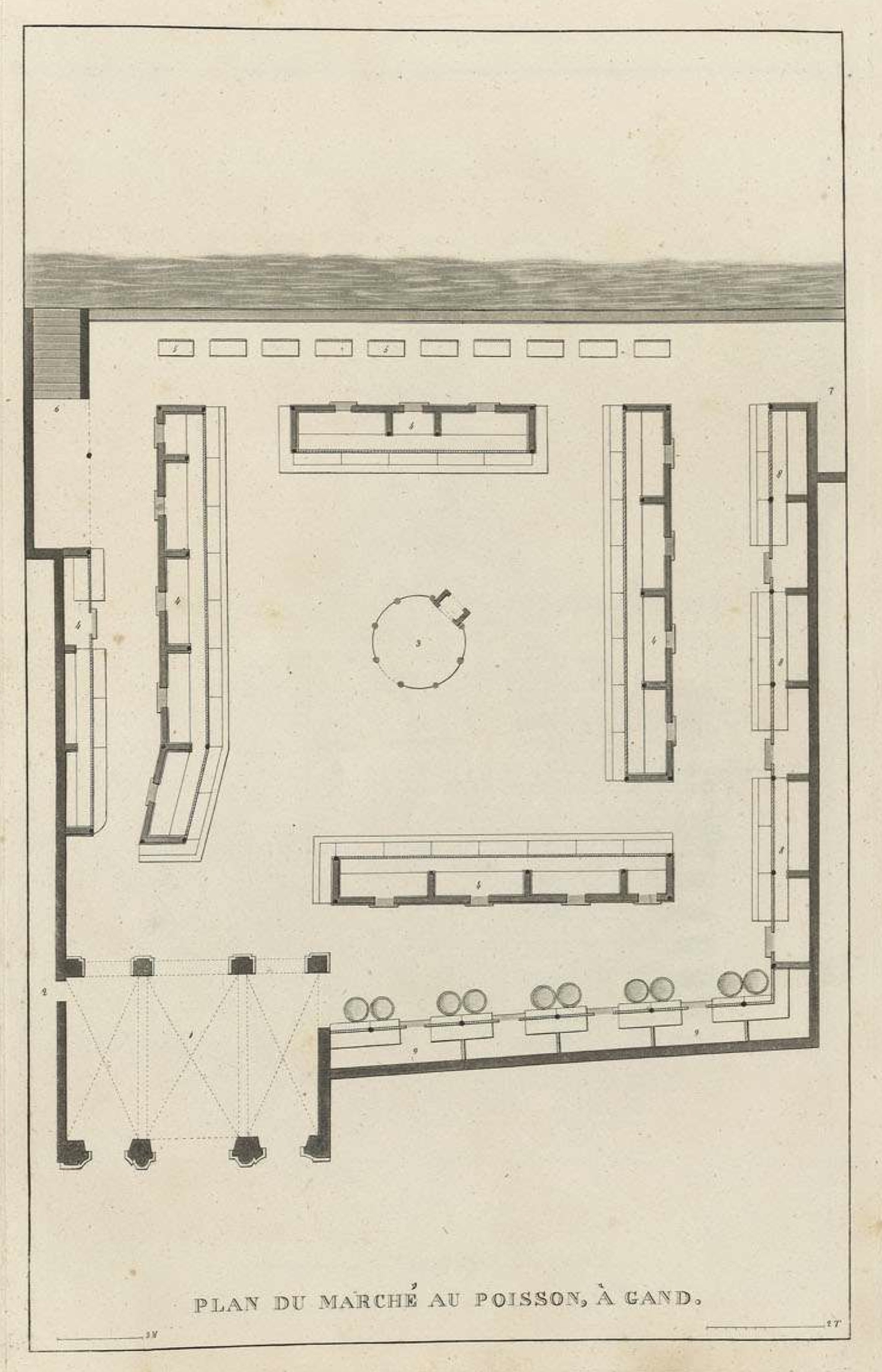
Oude vismijn (Gent), situatie voor brand in 1872
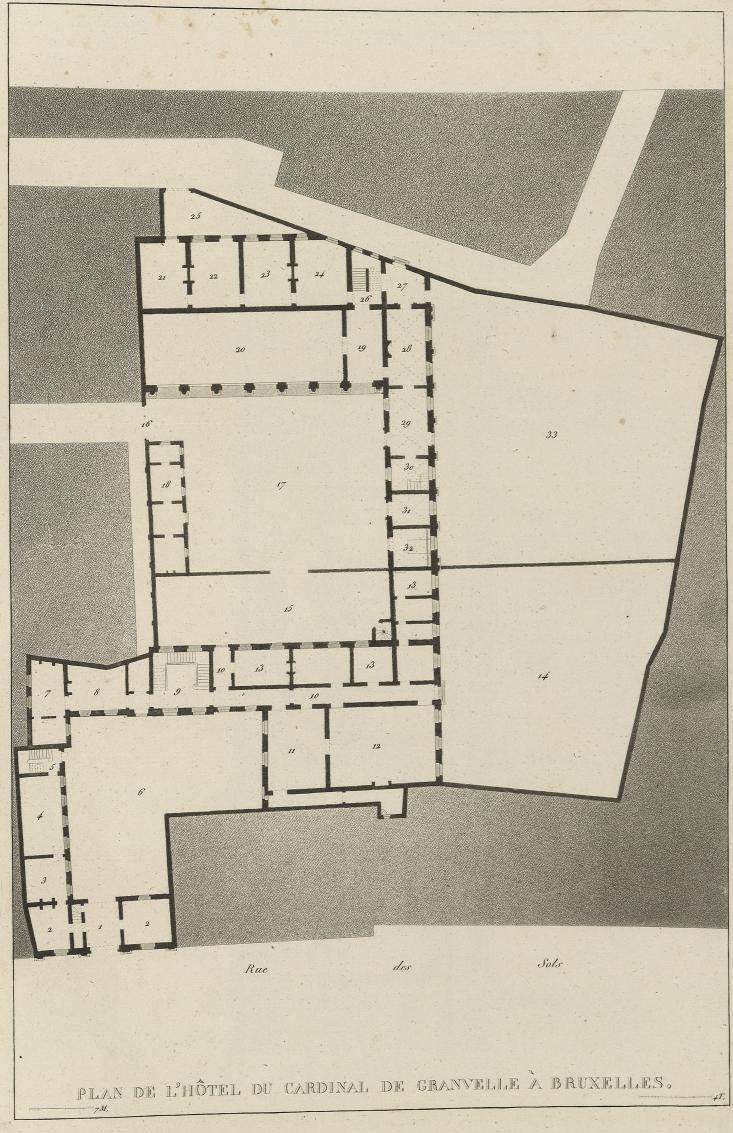
Granvellepaleis (Brussel), afgebroken in 1931
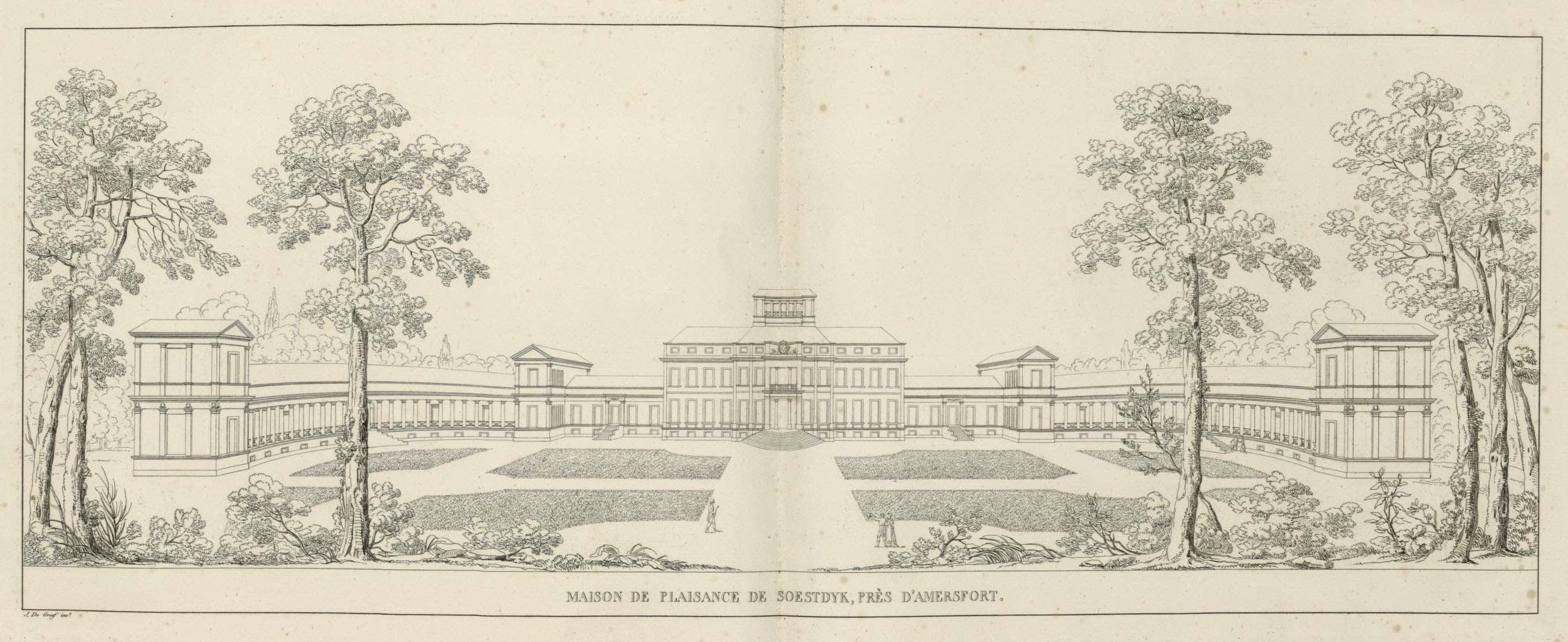
Paleis Soestdijk
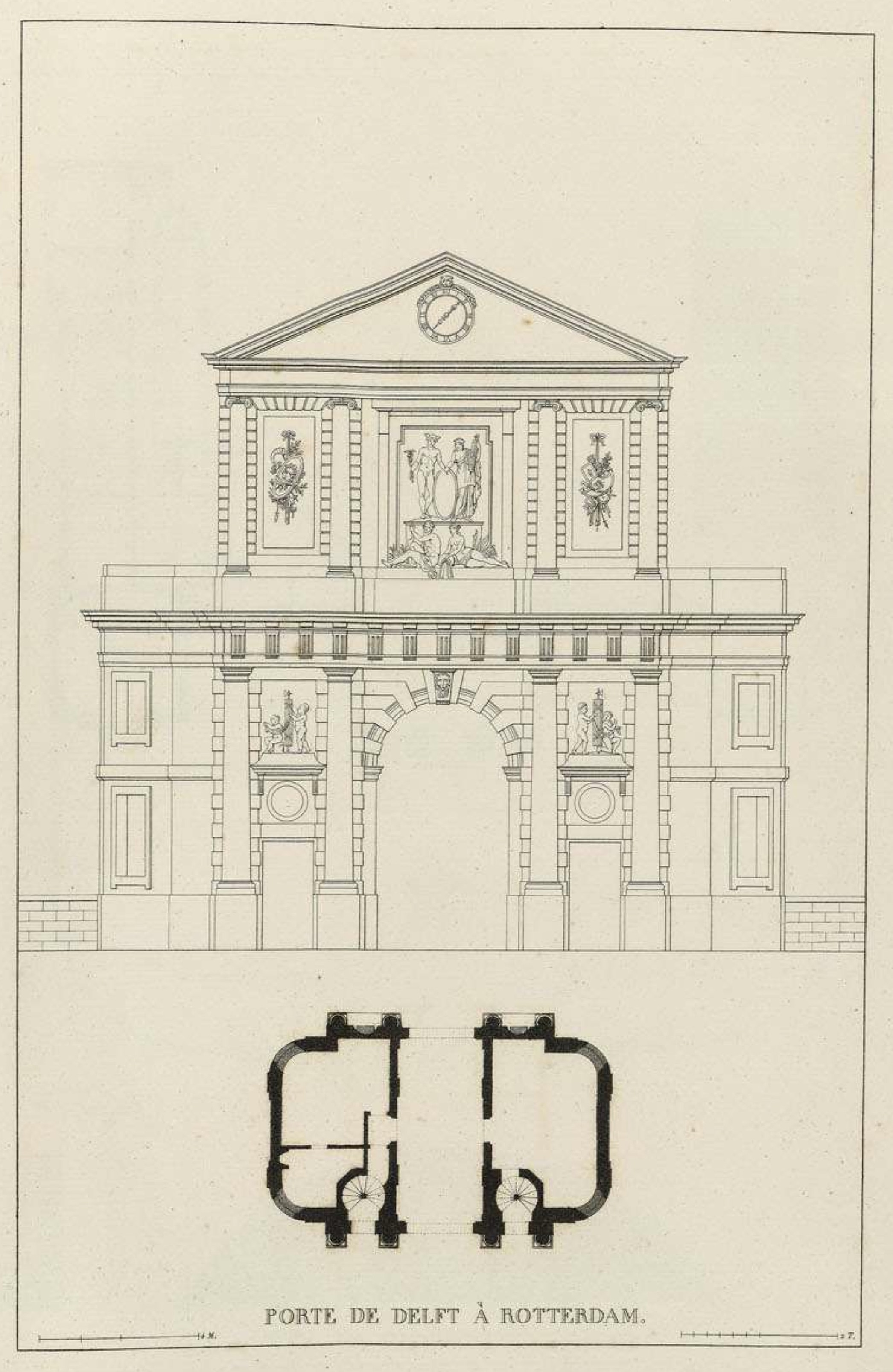
Delftsche Poort (Rotterdam), niet opnieuw opgebouwd na 1940
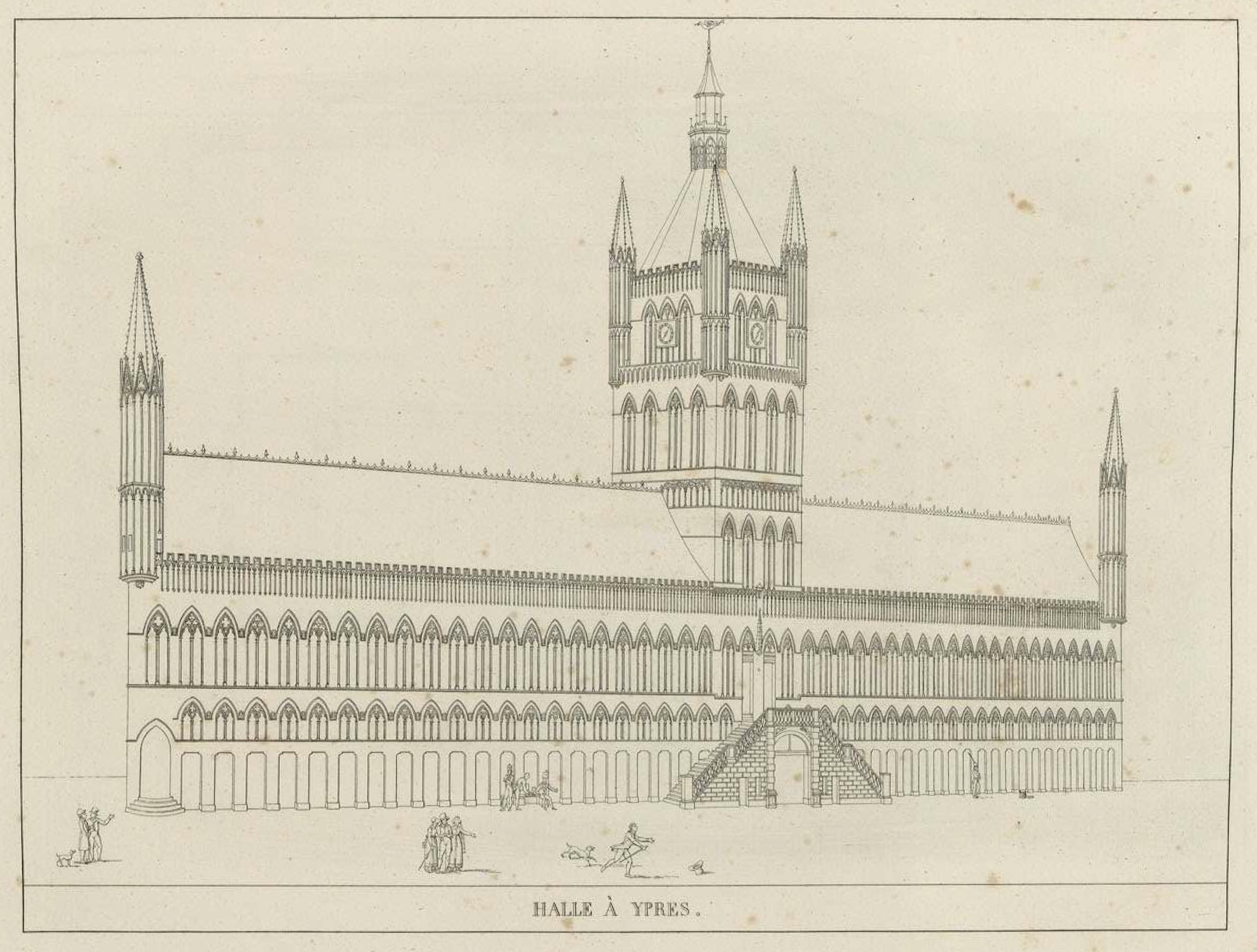
Lakenhalle van Ieper, vernield tijdens de Eerste Wereldoorlog en later heropgebouwd
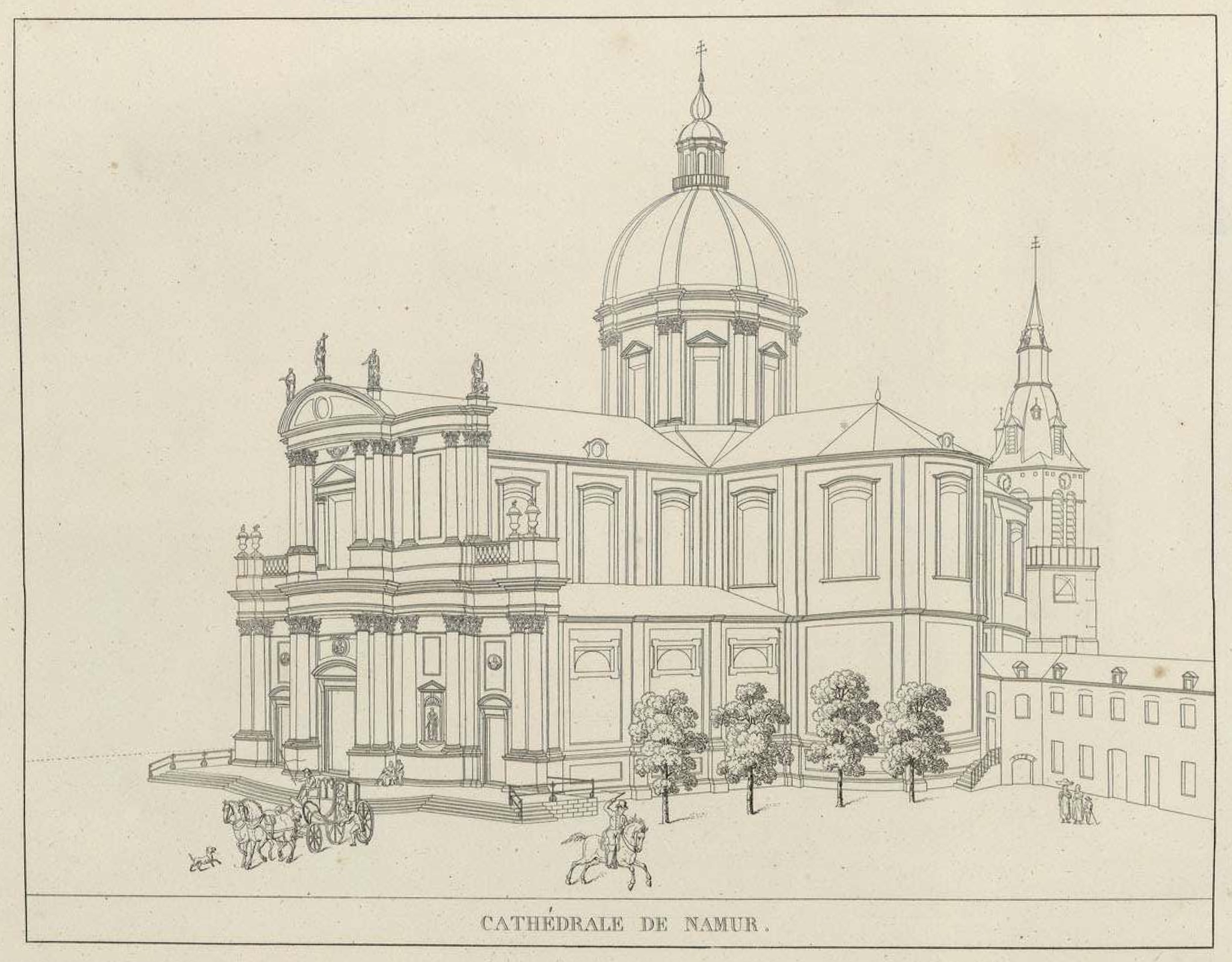
Sint-Aubankathedraal (Namen)
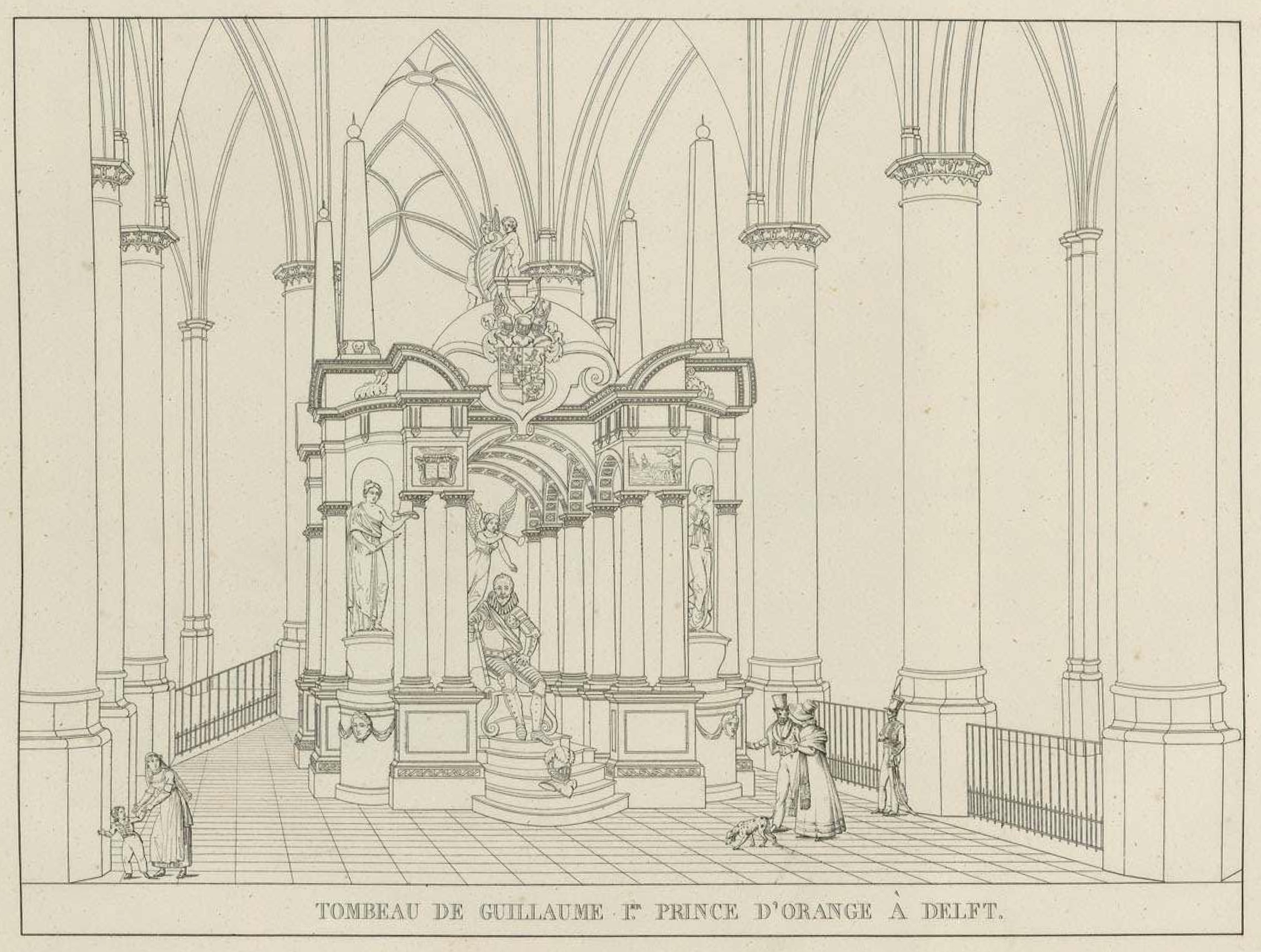
Praalgraf van Willem van Oranje (Delft)
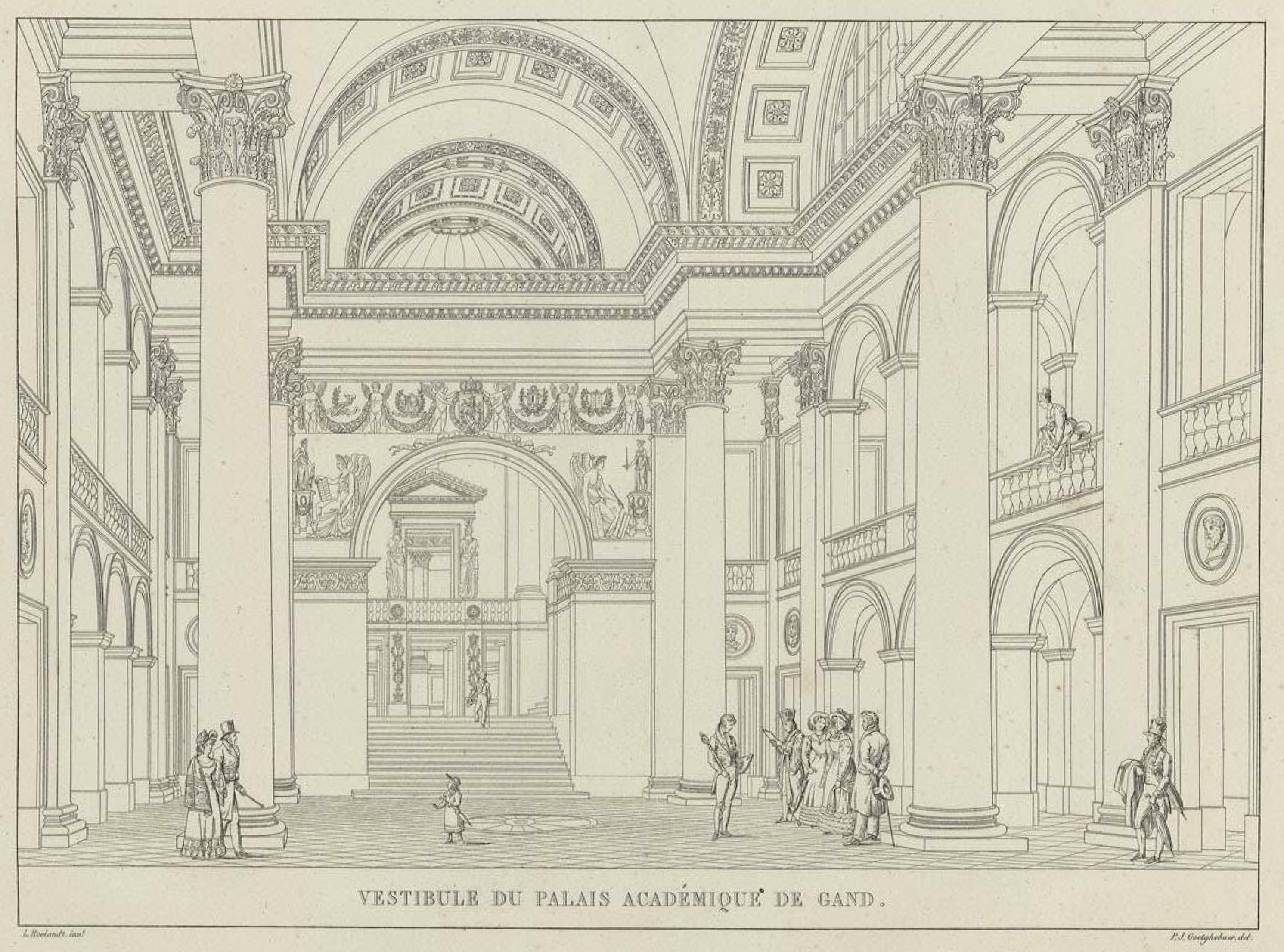
Aula Academica (Gent)

### Verzamelaar
Goetghebuer was een actief verzamelaar van prenten, gravures, tekeningen en andere documenten over de geschiedenis van Gent. Bij vele stukken schreef hij geschiedkundige noten. In 1867 werd de verzameling op ruim 4.000 stukken geschat. Ze werd aangekocht door het Gentse stadsbestuur en vormde de basis voor de Atlas Goetghebuer, bewaard in het Archief Gent en deels ook in de Boekentoren (Universiteitsbibliotheek Gent) en het STAM - Stadsmuseum Gent.
De verzameling omvat onder andere oude stadsgezichten van Gent vanaf 1534, het originele plan van het Gentse stadhuis, van de hand van Dominicus de Waeghemaekere en Rombout II Keldermans, geveltekeningen van het Gentse belfort en tekeningen en aquarellen van onder andere Lucas de Heere en Lieven van der Schelden.
- Stuttgart Database of Scientific Illustrators 1450–1950: 12341
- Gemeinsame Normdatei: 135645697
- International Standard Name Identifier: 0000 0000 6685 2311
- Library of Congress Control Number: no00026876
- Nederlandse Thesaurus van Auteursnamen: 07313032X
- RKD-Nederlands Instituut voor Kunstgeschiedenis: 32375
- Système universitaire de documentation: 160383935
- Union List of Artist Names: 500085858
- Virtual International Authority File: 1233853
- WorldCat: E39PBJbxDJ7HfRVPr6f8DhB773